# Lew (Währung)

Wechselkurs zum Euro seit 1999

Der Lew (bulgarisch лев, numerischer Plural: лева lewa, „einfacher“ Plural: левове lewowe) ist die seit 1881 verwendete Währung in Bulgarien. Ein Lew ist in 100 Stotínki (стотинки, Einzahl: стотинка stotinka) unterteilt. Der internationale Währungscode ist BGN. Zum 1. Januar 2026 wird der bulgarische Lew durch den Euro ersetzt.
Der Name Lew stammt von einer veralteten Form des Wortes Löwe, von лѣвъ ab. Diesen Namen bekam das bulgarische Geld, weil auf den Münzen das bulgarische Wappen mit dem Löwen aufgeprägt war. Das Wort Stotinka kommt von bulgarisch сто (стотин) „hundert“, bedeutet also sinngemäß „Hundertstel“.

## Geschichte

20 Stotinki 1913

### Der Lew als Teil der Lateinischen Münzunion (bis 1918)
Der Lew (vgl. auch bulgarisch лъв ‚Löwe‘) wurde 1881 eingeführt, nachdem Bulgarien vom Osmanischen Reich unabhängig geworden war. Er war zu Beginn paritär zum Französischen Franc bzw. zur Lateinischen Münzunion. Die Silbermünzen zu 50 Stotinki, 1 Lew und 2 Lewa waren, wie überall in der Lateinischen Münzunion, Scheidemünzen, geprägt in 835er-Silber zu jeweils 2,5 Gramm, 5 Gramm bzw. 10 Gramm. Die Münzen zu 5 Lewa in 900er-Silber galten als vollwertige Kurantmünzen. Später kamen die Goldmünzen zu 10, 20 und 100 Lewa hinzu.
Unter Fürst Alexander I. (bis 1886) wurden Münzen zu 1,2, 5 und 10 Stotinki (= „Hundertstel“) in Bronze und zu 50 Stotinki sowie zu 1, 2 und 5 Lewa in Silber ausgegeben. Sie zeigten auf der Vorderseite das Staatswappen und auf der Rückseite das Nominal im Kranz. Zar Ferdinand ließ sich hingegen selbst auf den Münzen abbilden. Das Staatswappen war fortan nur auf den Kleinmünzen zu 2½, 5, 10 und 20 Stotinki, die in Kupfer-Nickel angefertigt wurden, zu sehen. Auf den Silbermünzen zu 50 Stotinki, 1, 2 und 5 Lewa war das Bild des Königs zu sehen. 1894 wurden auch die ersten bulgarischen Goldmünzen eingeführt. Sie trugen die Nominale zu 10, 20 und 100 Lewa, wobei 100 Lewa etwa einer Unze Gold entsprachen.

50 Lewa 1940

### Der Lew unter Zar Boris III.
Nachdem Bulgarien im Ersten Weltkrieg auf Seiten der Mittelmächte unterlegen war, setzte im Land eine Inflation ein. Entsprach vor dem Krieg ein Lew noch 4,5 Gramm Feinsilber, so waren es danach nur noch 0,1 Gramm (etwa Faktor 50). Es wurden verschiedene Münzen zu 50 Stotinki, 1, 2, 5, 10, 20, 50 und 100 Lewa ausgegeben. Bis 1940 wurden die 20-, 50- und 100-Lewa-Stücke noch in Silber geprägt, danach kriegsbedingt nur noch in Eisen, Kupfer-Nickel oder Stahl.

1 Lew 1962

### Der Lew in der Volksrepublik Bulgarien
Nach dem Zweiten Weltkrieg hatte der alte Lew in der neu gegründeten Volksrepublik Bulgarien an Wert verloren, weshalb am 1. Januar 1962 eine Währungsreform durchgeführt wurde. Aus 100 alten Lewa wurde ein neuer Lew. Der Sozialismus brachte dem Land eine Währungsstabilität, in der es praktisch keine Inflation gab. Allerdings verzichtete man hier auf die Ausgabe von Silber- oder Goldmünzen, stattdessen wurden für alle Münznominale Kupferlegierungen verwendet. Es gab Münzen zu 1, 2, 5, 10, 20 und 50 Stotinki sowie 1-Lew-Stücke. Ab 1970 wurden zusätzlich in regelmäßigen Abständen Gedenkmünzen ausgegeben (meist zu 2 Lewa in Kupfer-Nickel oder zu 5, 10 und 20 Lewa in Silber).

### Der Lew seit 1990
Nachdem das sozialistische System zusammenbrach, wurden 1992 neue Münzen und Banknoten ausgegeben. Münzen gab es zu 10, 20 und 50 Stotinki und zu 1, 2, 5 und 10 Lewa. In den frühen 1990er Jahren setzte jedoch eine starke Inflation ein, sodass die Währung am 1. Juli 1997 im Verhältnis 1000 Lew für 1 Deutsche Mark an diese mittels eines Currency Boards gebunden wurde.

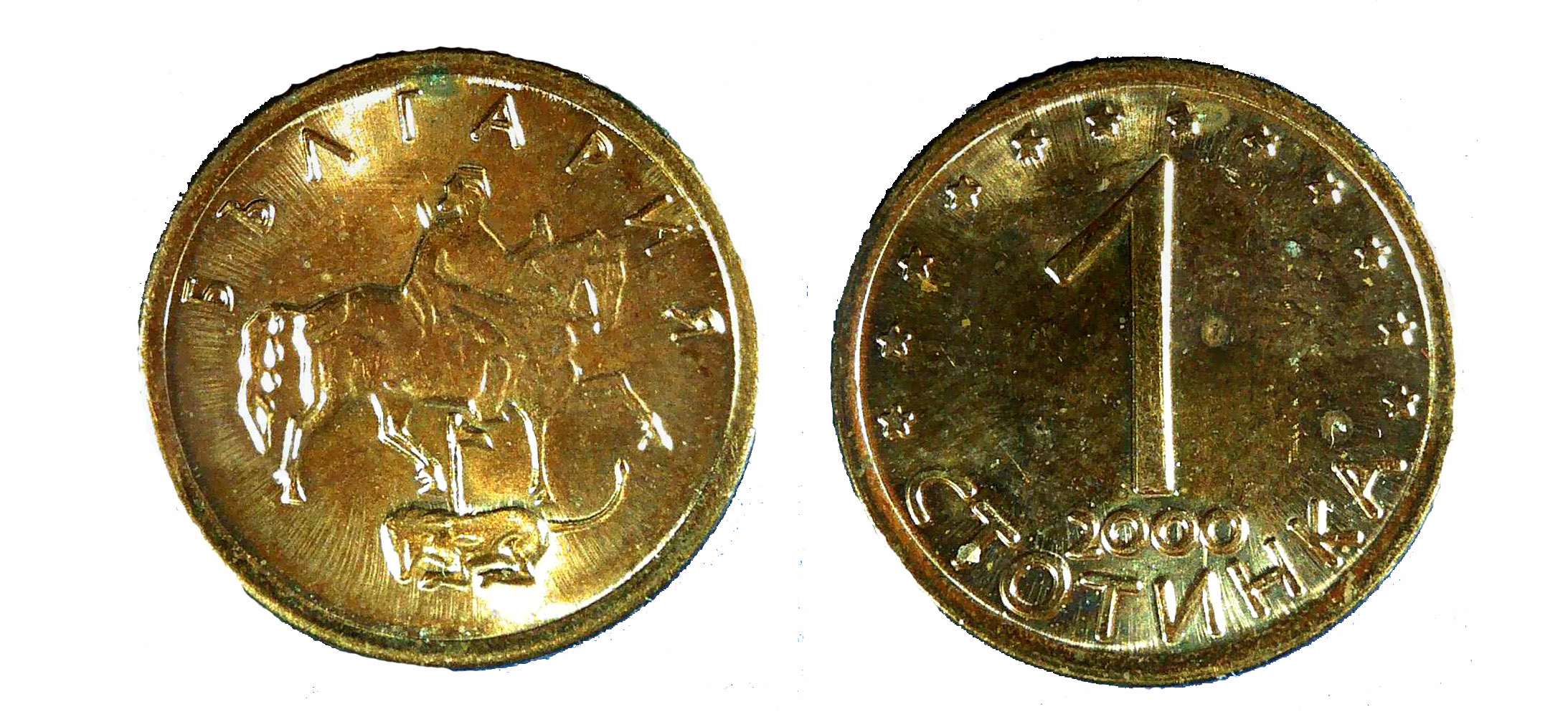
1 Stotinka 2000

Zum 5. Juli 1999 wurde auf den neuen Lew für 1000 alte Lewa umgestellt. Daraus resultierte eine 1:1-Bindung an die Deutsche Mark. Der internationale Währungscode für den alten Lew war BGL; der Code für den neuen Lew ist BGN. Münzen gibt es nun zu 1, 2, 5, 10, 20 und 50 Stotinki und zu 1 und 2 Lew sowie Scheine zu 1, 2, 5, 10, 20, 50 und 100 Lewa. Als Gedenkmünzen werden 10-Lewa-Stücke in Silber und 5-Lewa-Stücke in Gold herausgegeben. Die Scheine zu 1 und 2 Lewa sind inzwischen durch Münzen ersetzt worden. Der Schein zu 1 Lew blieb bis 31. Dezember 2015 als offizielles Zahlungsmittel im Umlauf, der Schein zu 2 Lewa bis 31. Dezember 2020. Beide können lediglich bei der bulgarischen Nationalbank umgetauscht werden.
Da also bis zur Einführung des Euro in Deutschland 1 Lew = 1 DM war, entspricht der Umrechnungskurs des Lew zum Euro genau dem der DM zum Euro. Dieser Kurs ist durch bulgarisches Gesetz festgelegt und ändert sich daher nicht (siehe auch Currency Board). Es gilt somit stets die gesetzliche Umrechnung 1 Lew = 0,51129 € und 1 € = 1,95583 Lewa.

## Einführung des Euro
Bulgarien trat der Europäischen Union am 1. Januar 2007 bei und verpflichtete sich damit, den Euro als Zahlungsmittel einzuführen.

### Vorbereitungen
Zunächst strebte die Regierung unter Ministerpräsident Sergei Stanischew eine Einführung zum 1. Januar 2009 an, was Stanischew und der Chef der Europäischen Zentralbank (EZB), Jean-Claude Trichet, Anfang 2006 noch bekräftigt hatten. Anschließend ging man von einem Beitritt zur Eurozone 2011 bzw. 2013 aus.
Am 9. April 2010 verkündeten der 2009 gewählte Ministerpräsident Bojko Borissow und sein Finanzminister Simeon Djankow jedoch, dass Bulgarien aufgrund unberücksichtigter Verträge der sozialdemokratischen Vorgängerregierung ein höheres Defizit als erwartet verzeichnet und deshalb die Bedingungen des Beitritts zum Wechselkursmechanismus II (WKM II) und somit auch zur Eurozone nicht gegeben sind.
Am 11. Januar 2018 gab der bulgarische Finanzminister Wladislaw Goranow bekannt, dass sich das Land binnen der nächsten sechs Monate um einen Beitritt zur Eurozone bewerben wird. Laut Goranow waren im März 2018 alle Kriterien erfüllt. Am 23. Mai 2018 lehnte die EZB den Beitritt mit Verweis auf die mangelhaften weichen Kriterien ab. Im Juni 2018 kündigte der bulgarische Finanzminister an, dass sein Land Ende Juni 2018 den Beitritt zum WKM II beantragen werde.

### Aufnahme in den Wechselkursmechanismus II
Nach Antragstellung auf Aufnahme in den WKM II im Juli 2019 wurde am 10. Juli 2020 der Beitritt Bulgariens, gemeinsam mit Kroatien, zum WKM II bekanntgegeben. Damit hätte frühestens im Juli 2022 der Euro eingeführt werden können.
Der Euro sollte zunächst 2024 und zuletzt am 1. Januar 2025 eingeführt werden. Auch das letzte Datum wurde jedoch nicht realisiert. 2021 verzeichnete Bulgarien noch pandemiebedingt eine Inflation von 2,84 Prozent. 2023 lag die jährliche Inflationsrate bei 4,7 Prozent. Für 2024 wurde eine Inflationsrate von 3,01 Prozent erwartet.
Am 4. Juni 2025 wurde von der Europäischen Kommission und der EZB der 1. Januar 2026 als Einführungsdatum der neuen Währung bestätigt. Am 19. Juni 2025 empfahl die Euro-Gruppe einstimmig, der Einführung des Euro zuzustimmen. Am 20. Juni 2025 unterstützte der Rat für Wirtschaft und Finanzen einstimmig den Beitritt Bulgariens zur Eurozone. Am 24. Juni 2025 billigten der Ausschuss für Wirtschaft und Währung des Europäischen Parlaments sowie sein Unterausschuss für Steuerfragen einen Berichtsentwurf, der die Zustimmung des Beitritts Bulgariens zur Eurozone mit Wirkung zum 1. Januar 2026 empfiehlt. Am 26. Juni 2025 begrüßten die EU-Staats- und Regierungschefs während einer Sitzung des Europäischen Rates die Erfüllung aller im Vertrag festgelegten Konvergenzkriterien. Sie billigten den Vorschlag der Kommission, Bulgarien den Euro am 1. Januar 2026 einführen zu lassen, und forderten den Rat für Wirtschaft und Finanzen auf, die entsprechenden Kommissionsvorschläge rasch anzunehmen. Am 8. Juli 2025 wurde mit der Ausfertigung des Rechtsaktes, der die Einführung des Euros in Bulgarien auf EU-Ebene regelt, die letzte Hürde genommen. Dabei wurde der Wechselkurs auf 1 EUR = 1,95583 BGN festgelegt. Damit wird Bulgarien das 21. Mitglied der Eurozone.

## Verwechslungsgefahr
Aufgrund ihrer Ähnlichkeit zur 1- und 2-Euro-Münze (ähnliche Größe, Messingrand und Kupfernickelkern bzw. Kupfernickelrand und Messingkern) besteht die Gefahr der Verwechslung mit der 1- und 2-Lew-Münze im täglichen Gebrauch, da sie bei flüchtigem Blick gleich erscheint.